# Ruma (underdistrikt)
Ruma är ett underdistrikt i Bangladesh. Det ligger i den sydöstra delen av landet, 280 km sydost om huvudstaden Dhaka.
I omgivningarna runt Ruma växer huvudsakligen savannskog. Runt Ruma är det ganska tätbefolkat, med 60 invånare per kvadratkilometer.